# تيم ويلكوكس
تيم ويلكوكس (بالإنجليزية: Tim Willcox)‏ هو صحفي وكاتب ومذيع أخبار بريطاني، ولد في 28 مايو 1963 في إنجلترا في المملكة المتحدة.

## وصلات خارجية
- تيم ويلكوكس على موقع IMDb (الإنجليزية)
- تيم ويلكوكس على موقع ديسكوغز (الإنجليزية)
- تيم ويلكوكس على موقع قاعدة بيانات الفيلم (الإنجليزية)